# Spogostylum niphas
Spogostylum niphas är en tvåvingeart som först beskrevs av Hermann 1907.  Spogostylum niphas ingår i släktet Spogostylum och familjen svävflugor. Inga underarter finns listade i Catalogue of Life.